# Gevrey-Chambertin
Gevrey-Chambertin – miejscowość i gmina we Francji, w regionie Burgundia-Franche-Comté, w departamencie Côte-d’Or.
Według danych na rok 1990 gminę zamieszkiwało 2825 osób, a gęstość zaludnienia wynosiła 114 osób/km² (wśród 2044 gmin Burgundii Gevrey-Chambertin plasuje się na 69. miejscu pod względem liczby ludności, natomiast pod względem powierzchni na miejscu 295.).